# École de production
Les écoles de production sont des établissements d'enseignement technique — basés sur l'apprentissage — que l’on trouve en France et en Europe pour des jeunes de 15 à 18 ans. Ces établissements privés hors contrat mais reconnus par l’État français proposent un modèle pédagogique adapté privilégiant une cohérence entre exercices pratiques et cours théoriques sur un même site. En plaçant les élèves dans la réalité concrète du monde du travail et en appliquant le principe du « faire pour apprendre », ces écoles constituent ainsi une offre complémentaire à celle existante dans les lycées professionnels et les centres de formation d’apprentis. Ces écoles permettent aux jeunes accueillis d'intégrer directement le monde du travail ou de poursuivre leurs études.

## Présentation
Les écoles de production sont une des voies possibles parmi les dispositifs actuels de formation des jeunes,. Elles permettent d'apprendre en produisant (principe de l'apprentissage) et sans devoir alterner entre l'école et l'entreprise. L'élève-apprenti reste au sein de l'établissement pour la formation pratique et théorique. C'est un apprentissage intégré.  
Ces écoles sont des établissements privés, à but non lucratif, déclarés au rectorat de l’académie. À ce titre elles préparent aux diplômes d'État : CAP et Bac Pro, participent à l'élaboration des sujets d'examens et sont elles-mêmes lieux d'examen. 
Les écoles de production sont regroupées au sein de la Fédération nationale des écoles de production (FNEP).
En mars 2018, la Fondation Total annonce soutenir le développement des écoles de production, à hauteur de 60 millions d'euros sur 10 ans. L'objectif est de multiplier par 4 le nombre établissements d'ici 2028.

## Pédagogie du sens
L’élève consacre deux tiers de son temps dans la réalisation de commandes aux conditions du marché pour de vrais clients, industriels ou particuliers.
Par cette dimension entrepreneuriale, la pédagogie des écoles de production vise l'intégration progressive à la vie professionnelle et adulte, avec ses rythmes (35 heures annualisées), ses exigences et ses liens sociaux. L'apprentissage du métier et du travail en équipe se fait à travers les contraintes qu'impose la production. Le vecteur de la transmission des savoir-faire et des savoir-être ou "compétences de vie" du métier est le travail commun du jeune et du Maître-Professionnel pour réaliser ensemble les commandes des clients.
Cette approche pédagogique vise également à remettre le jeune dans une logique de confiance en lui-même et de valorisation de ses capacités. Pour cela, l'élève est responsable des travaux à produire et à livrer. L'exigence de qualité l'engage personnellement par rapport à ce qu'il produit. La réalisation de l'objet de la commande est alors le moyen de faire prendre concrètement conscience au jeune de ses capacités (preuve tangible pour un jeune qui doute). Chaque fois que cela est possible, la démarche pédagogique inclut l'installation chez le client, ou la remise, de la commande réalisée. L'expérience de la satisfaction du client étant un vecteur essentiel de la reconstruction de la confiance en soi.
De ce fait, ces écoles visent par l'insertion des jeunes dans la vie sociale et professionnelle, notamment ceux qui sont en difficulté dans le système traditionnel, à contribuer à la lutte contre le décrochage scolaire, et contre le chômage des jeunes .
Les écoles de production ont des liens étroits avec les entreprises et leurs branches professionnelles, notamment l’Union des industries et métiers de la métallurgie (UIMM), la Fédération française du bâtiment (FFB), la Fédération interprofessionnelle du bois en Auverɡne-Rhône-Alpes (FIBRA), l’Association nationale pour la formation automobile (ANFA) qui fait partie du Conseil national des professions de l'automobile (CNPA).
Certaines écoles de production sont liées à l'Institut catholique d'arts et métiers (ICAM), et aux Apprentis d'Auteuil,.
Les écoles de production françaises s'inscrivent dans une réflexion plus large dans le cadre de l'Union européenne. Ainsi, la FNEP participe au programme erasmus+. Par ailleurs, le FNEP est partie prenante dans la fédération internationale créée en 2012.

## Origines des écoles de production
En 1882, les Ateliers d'apprentissage Boisard (devenus l'école de production Boisard) sont fondés à Lyon par le Père Boisard, ingénieur, industriel et prêtre. Le but était de proposer à des jeunes des formations à un métier manuel. C'est pourquoi il fonde des ateliers-écoles dont les travaux réalisés seront vendus. Il souhaite recréer les conditions de la transmission du métier de l'atelier familial qui disparait à cette époque avec la révolution industrielle. Le premier atelier sera un atelier de cordonnerie. Suivra, deux ans plus tard, la mise en place d'un atelier de menuiserie. Le principe des écoles de production est lancé. Dès 1895, l'académie de Lyon distingue les « ateliers du père Boisard ».

## Les fondamentaux d'une école de production
Le titre d’« école de production » fait l'objet d'une labellisation par la Fédération nationale des écoles de production (FNEP). Cette labellisation repose de manière centrale sur le respect des fondamentaux d'une école de production qui sont au nombre de huit :
1. Former à un métier ;
2. Une pédagogie partant de la pratique pour aller à la théorie ;
3. Associer pratique et théorie au même endroit ;
4. Un nombre important d’heures de formation en situation de production ;
5. Un volume significatif de production (produits et services), destiné à la vente dans les conditions réelles de marché.
6. Une école ouverte à tous les élèves qui manifestent de l’intérêt pour une formation professionnelle ;
7. Une approche pédagogique, éducative et pas seulement professionnelle ;
8. Un conseil d’administration ou un comité de pilotage spécifique (selon que l’école est une association indépendante ou une partie d’une structure plus importante).

## Les métiers enseignés en école de production
- Métiers d’arts
  - Ébénisterie
- Métiers de l’automobile 
  - Mécanique automobile
  - Mécanique véhicule industriel
  - Trieur/ appaireur/ monteur/ démonteur de pneumatique et service rapide
  - Carrosserie
  - Peinture
- Métiers de l’industrie 
  - Mécanique d’usinage
  - Première transformation du bois (scierie et affutage)
  - Chaudronnerie
  - Électricien monteur câbleur
  - Opérateur Textile
- Métiers du bâtiment 
  - Menuiserie
  - Métallerie- serrurerie
  - Chaudronnerie
  - Menuiserie aluminium
- Métiers du paysage
  - Ouvrier du paysage
- Métiers des services 
  - Restauration (cuisine, service en brasserie, café)
  - Agent polyvalent de la restauration
  - Agent d'entretien du bâtiment